# My Church
«My Church» — песня американской кантри-исполнительницы Марен Моррис, изданная в качестве её дебютного сингла в январе 2016 года. Авторами и продюсерами песни стали сама Марен Моррис и Басби.
Удостоена премии Грэмми в 2017 году.
В 2024 году Rolling Stone поместил песню на 93-е место в своем рейтинге 200 величайших кантри-песен всех времён.

## Информация о песне
Песня сочетает в себе элементы жанров поп и госпел, в тексте упоминаются иконы кантри-музыки Джонни Кэш и Хэнк Уильямс, сама кантри-музыка сравнивается с некой религией, которой следует певица. Видеоклип «My Church» вышел в январе 2016 года.

## Критика
В рецензии издания Taste of Country Марен Моррис описывается как «смесь Эми Уайнхаус, группы Little Big Town и криминального чтива»; отмечены образы и идеи песни, а также инструментальная обработка.

## Позиции в чартах
| Чарт (2016)                         | Наивысшая позиция |
| ----------------------------------- | ----------------- |
| Канада (Billboard Canadian Hot 100) | 64                |
| Канада (Billboard Country)          | 3                 |
| США (Billboard Hot 100)             | 50                |
| США (Billboard Country Airplay)     | 9                 |
| США (Billboard Hot Country Songs)   | 5                 |

## Сертификации
| Регион | Сертификация  | Продажи |
| --- | ------------- | ------- |
| Канада (Music Canada) | 2× Платиновый | 160 000 |
| США (RIAA) | Платиновый    | 943,000 |
| * Данные о продажах приведены только на основе сертификации. · ^ Данные о тиражах приведены только на основе сертификации. · Данные о продажах + прослушиваниях приведены только на основе сертификации. |               |         |

## Награды и номинации
| Год  | Ассоциация    | Категория                     | Результат |
| ---- | ------------- | ----------------------------- | --------- |
| 2016 | CMA Awards    | Best New Artist               | Победа    |
| 2016 | CMA Awards    | Single of the Year            | Номинация |
| 2017 | Grammy Awards | Best Country Solo Performance | Победа    |
| 2017 | Grammy Awards | Best Country Song             | Номинация |